# بتعبورا
بتعبورا هي قرية لبنانية من قرى قضاء الكورة في محافظة الشمال.